# Cooperstown (Pennsilvània)
Cooperstown és una població dels Estats Units a l'estat de Pennsilvània. Segons el cens del 2000 tenia 460 habitants.

## Demografia
Segons el cens del 2000, Cooperstown tenia 460 habitants, 187 habitatges, i 146 famílies. La densitat de població era de 301 habitants per quilòmetre quadrat.
Dels 187 habitatges en un 26,2% hi vivien nens de menys de 18 anys, en un 67,9% hi vivien parelles casades, en un 6,4% dones solteres, i en un 21,9% no eren unitats familiars. En el 18,7% dels habitatges hi vivien persones soles el 10,2% de les quals corresponia a persones de 65 anys o més que vivien soles. El nombre mitjà de persones vivint en cada habitatge era de 2,46 i el nombre mitjà de persones que vivien en cada família era de 2,77.
Per edats la població es repartia de la següent manera: un 21,3% tenia menys de 18 anys, un 7,6% entre 18 i 24, un 25% entre 25 i 44, un 31,1% de 45 a 60 i un 15% 65 anys o més.
L'edat mediana era de 43 anys. Per cada 100 dones de 18 o més anys hi havia 93,6 homes.
La renda mediana per habitatge era de 37.143 $ i la renda mediana per família de 41.875 $. Els homes tenien una renda mediana de 34.375 $ mentre que les dones 20.455 $. La renda per capita de la població era de 16.314 $. Entorn del 8,8% de les famílies i el 8,4% de la població estaven per davall del llindar de pobresa.

## Poblacions més properes
El següent diagrama mostra les poblacions més properes.